# Caio Rangel
Caio Rangel da Silva (Rio de Janeiro, 16 gennaio 1996) è un calciatore brasiliano, attaccante dell'Hercílio Luz.

## Biografia
Cresce in un quartiere povero di Rio de Janeiro, figlio di Adenilda e Robert.

## Caratteristiche tecniche
Ala veloce, è un buon dribblatore. Nel 2014 era considerato uno dei giocatori più promettenti tra gli Under-20, destro di piede, è indisciplinato tatticamente.

## Carriera

### Club
Inizia a giocare a calcio per strada, quando è notato da alcune squadre: Caio Rangel passa a giocare nell'Olaria. Dopo qualche anno, è notato dagli osservatori del Flamengo mentre gioca nell'Olaria: l'esterno offensivo decide di trasferirsi al Flamengo e nello stesso tempo continua a frequentare la scuola.Il 15 luglio 2014 è stato ufficializzato il suo passaggio al Cagliari a titolo definitivo.
Ha esordito in Serie A il 19 ottobre 2014 a 18 anni, in occasione della partita Cagliari-Sampdoria (2-2), subentrando al 67' al posto di Albin Ekdal. Conclude la stagione con 6 presenze in campionato e 2 in Coppa Italia.
Il 17 agosto 2015 viene ceduto in prestito biennale all'Arouca, militante nella massima divisione del campionato portoghese.
Il 18 febbraio 2016, torna in Brasile venendo ceduto in prestito al Cruzeiro. In un anno, però, non riuscirà mai a scendere in campo in partite ufficiali.
L'anno dopo, Il 27 gennaio 2017, sarà ceduto di nuovo in prestito, stavolta al Criciúma. Anche qui, però, non scenderà mai in campo.
Il 1º luglio 2017, data la scadenza del contratto che lo legava al Cagliari, Rangel sarà acquistato a parametro zero dall'Estoril Praia, ma appena arrivato sarà immediatamente ceduto in prestito, di nuovo al Criciúma. Questa sua seconda esperienza sarà più che migliore di quella precedente, dove disputerà 26 presenze nel Campeonato Brasileiro Série B e 11 presenze nel Campionato Catarinense, andando a segno per 3 volte.
Il 1º gennaio 2018, tornerà ufficialmente al Cruzeiro. Lo stesso club, il 29 marzo seguente, lo cede in prestito alla Juventude. La sua esperienza non è del tutto esaltante, visto che segnerà una sola rete in 18 apparizioni ufficiali.
Il 28 gennaio 2019, ci pensa il Paraná a cercare di risollevare la carriera del brasiliano. La sua esperienza, però, è piuttosto altalenante, con un Rangel che non ingranerà minimamente negli schemi tattici, scendendo l in campo per sole 7 volte. Il 14 luglio 2017, Rangel è intenzionato a lasciare il club, dati gli interessi da parte del São Bento. Il passaggio nel club dello stato del San Paolo, è stato ufficializzato il 19 luglio seguente.
Il 13 gennaio 2020, viene acquistato dal Ferroviária. In campionato, non metterà mai il piede in campo, salvo poi scendere in campo solo nel Campionato Paulista per soli 18 minuti. Il 1º maggio 2020, rimarrà svincolato.
Il 16 agosto 2020, Rangel approda in un posto insolito: sarà acquistato dallo Zirə, club azero militante nella massima divisione. La sua esperienza sarà del tutto incolore, a causa dello scarso minutaggio concesso: infatti, il giocatore scenderà in campo in sole 3 occasioni.
Il 3 marzo 2021, Rangel torna in patria, firmando per il Santo André. Fino a quel momento, il giocatore ha avuto un periodo molto difficile, dalla quale è uscito durante una gara valida per il Campionato Paulista contro il Ferroviária, pareggiata 2-2, dove andrà a segno dopo ben 525 giorni dall'ultimo gol. Il 16 maggio 2021, deciderà di non continuare il percorso con il club, svincolandosi anticipatamente dal contratto.
Il 25 agosto 2021, l'attaccante brasiliano si trasferirà a parametro zero al Grêmio Esportivo Brasil de Pelotas. In una stagione, totalizzerà 15 presenze senza mai sengnare.
Il 20 gennaio 2020, lo Chapecoense annuncia l'acquisto del giocatore. La sua esperienza sarà segnata per lo più dall'infortunio avuto durante un allenamento, che comporterà una distorsione al ginocchio destro. Da allora non sarà più lo stesso, e il club, dopo avergli concesso appena 8 presenze, decide di rescindere il suo contratto il 20 febbraio 2023, senza avergli dato un'altra possibilità di riscatto.

### Nazionale
Nel 2017 ha conquistato un terzo posto nel campionato sudamericano Under-17.